# Breakout (album)
Breakout – drugi album studyjny amerykańskiej piosenkarki Miley Cyrus. Został wydany przez wytwórnię Hollywood Records 22 lipca 2008 roku i jest to pierwsza płyta Cyrus niezwiązana z Hannah Montaną. Pierwsza piosenka z albumu „Breakout” dała wpływ na jego nazwę. Miley nagrywała utwory podczas trasy Best of Both Worlds Tour (2008 i 2009), przy czym z dwunastu osiem napisała z pomocą innych twórców, trzy są coverami, a jeden to remiks. Nad większością tekstów pracowali Antonina Armato i Tim James. Breakout łączy wiele gatunków, ale główny to pop-rock. Tematyka albumu to niekontrolowane emocje oraz pełnoletniość.
Miley Cyrus znalazła się na pierwszym miejscu listy magazynu Billboard pod względem sprzedaży płyt. Jest to trzeci krążek piosenkarki, łącznie z albumami Montany, który osiągnął szczyt Billboard 200. Jej najnowszy krążek Breakout w pierwszym tygodniu od wydania rozszedł się w 371.000 kopii, pod koniec lipca już w nakładzie 1.500.000 egzemplarzy. Miley nie udało się pokonać tylko Mariah Carey, której płyta E=MC2 sprzedała się w pierwszym tygodniu kwietnia w 463 tysiącach egzemplarzy. Płyta osiągnęła status platyny przez RIAA. Oprócz Ameryki album wzbił się na pierwszą pozycję na dwa tygodnie w Kanadzie i na tydzień w Australii. Poza tym znalazł się na listach w pierwszej dziesiątce we Włoszech, Japonii i Nowej Zelandii.
Z Breakout wydano trzy single. Pierwszym był „7 Things”, który osiągnął pozycję w pierwszej dziesiątce w Australii, Japonii, Norwegii i Stanach Zjednoczonych. Następnym był remix utworu „See You Again”, który ukazał się w krajach, w których pierwotna wersja nie została wydana. Trzeci singiel, a zarazem ostatni to „Fly on the Wall”, choć nie wspiął się do pierwszej dziesiątki w żadnym kraju, osiągnął pozycję szesnastą na UK Singles Chart. Miley promowała album na swojej pierwszej, solowej trasie koncertowej Wonder World Tour.

## Tło

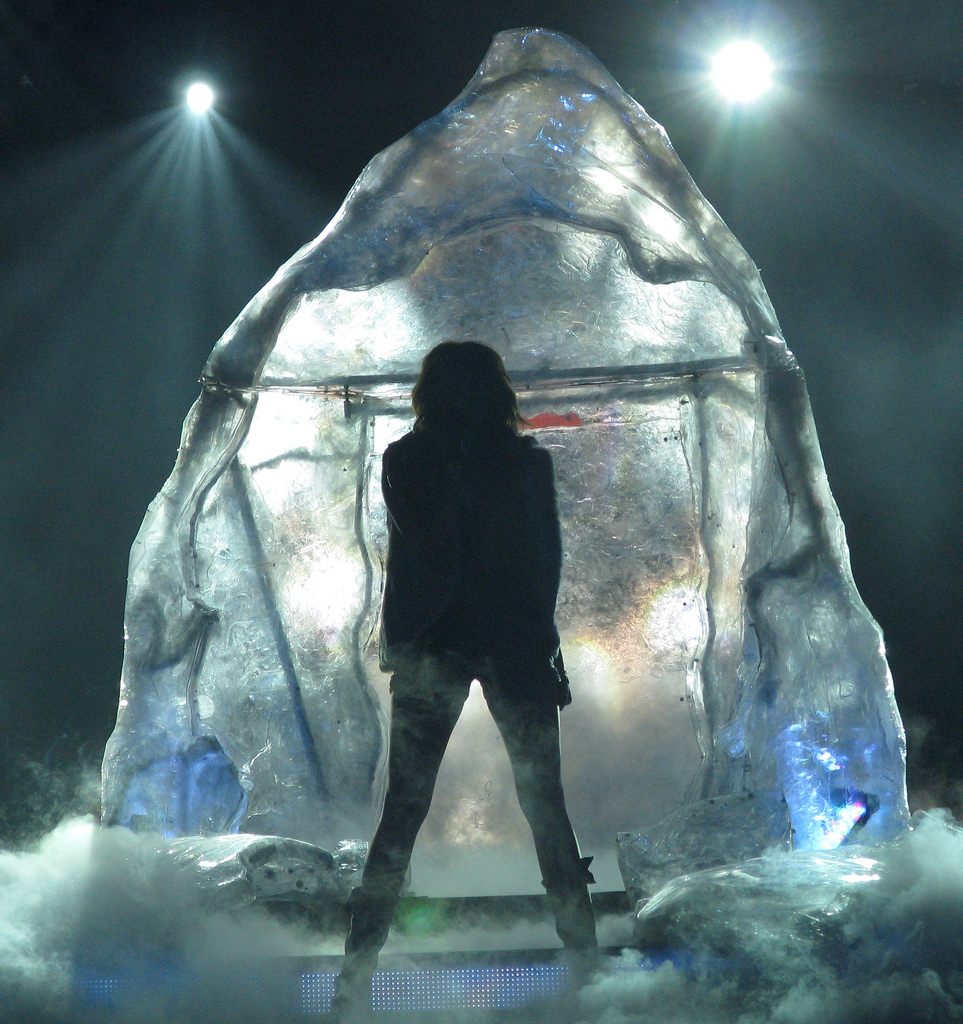
Miley otwierająca trasę Wonder World Tour z „Breakout”

„Moje nowe piosenki mają nieco inny bit. I w końcu są miłe, taneczne i robią dźwięk dokładnie taki jaki chciałam zrobić. W mojej ostatniej płycie musiałam się przedstawić i teraz już wiem, że ludzie wiedzą kim jestem, po prostu wiesz, poznają mnie osobiście.” – Miley o różnicy między Breakout a Meet Miley Cyrus.
Miley jest piosenkarką i aktorką, która wciela się w rolę Miley Stewart dziewczyny, która prowadzi podwójne życie, za dnia jest zwyczajną nastolatką, a w nocy gwiazdą pop Hannah Montaną w sitcomie o tym samym tytule na kanale Disney Channel. Dzięki serialowi Cyrus rozwinęła swoją karierę jako idolka nastolatek. Pierwszy solowy album artystki Meet Miley Cyrus został dołączony jako drugi dysk do ścieżki dźwiękowej Hannah Montana 2. Breakout to pierwszy album Miley niepowiązany w żaden sposób z serialową postacią. Wierzyła, że dzięki ‘nagraniu breakout’ „pokażę o co Miley Cyrus w tym wszystkim chodzi.” Utwór „Breakout” wybrała za tytuł albumu, ponieważ pokazuje „wstępnie Hannah o trochę zmienionym bicie” oraz „jest to [jej] ulubiona piosenka.”
Miley uważa, że album jest bardziej „dorosły” i „trochę bardziej twórczy”, w porównaniu z poprzednimi płytami. Piosenki z płyty nabrały wpływów z pop-rocka, a „teksty są zdecydowanie inne... słowa zawierają więcej, niż poprzednie nagrania.” Album udokumentował to co Miley miała w głębi, a większość utworów została nagrana podczas trasy Best of Both Worlds Tour od października 2007 do stycznia 2008 roku. Piosenkarka wyznała, że w każdej z piosenek słuchacz może odkryć coś o niej i o sobie. Powiedziała, że „chcę aby dziewczęta czuły się upoważnione z poczuciem tego, że mogą rockować. Słuchając tej płyty mam nadzieję, że może być ona powodem do tańca, uśmiechu i zabawy. Ta płyta jest dostosowana do wieku, specjalnie dla mnie.”

## Rozwój

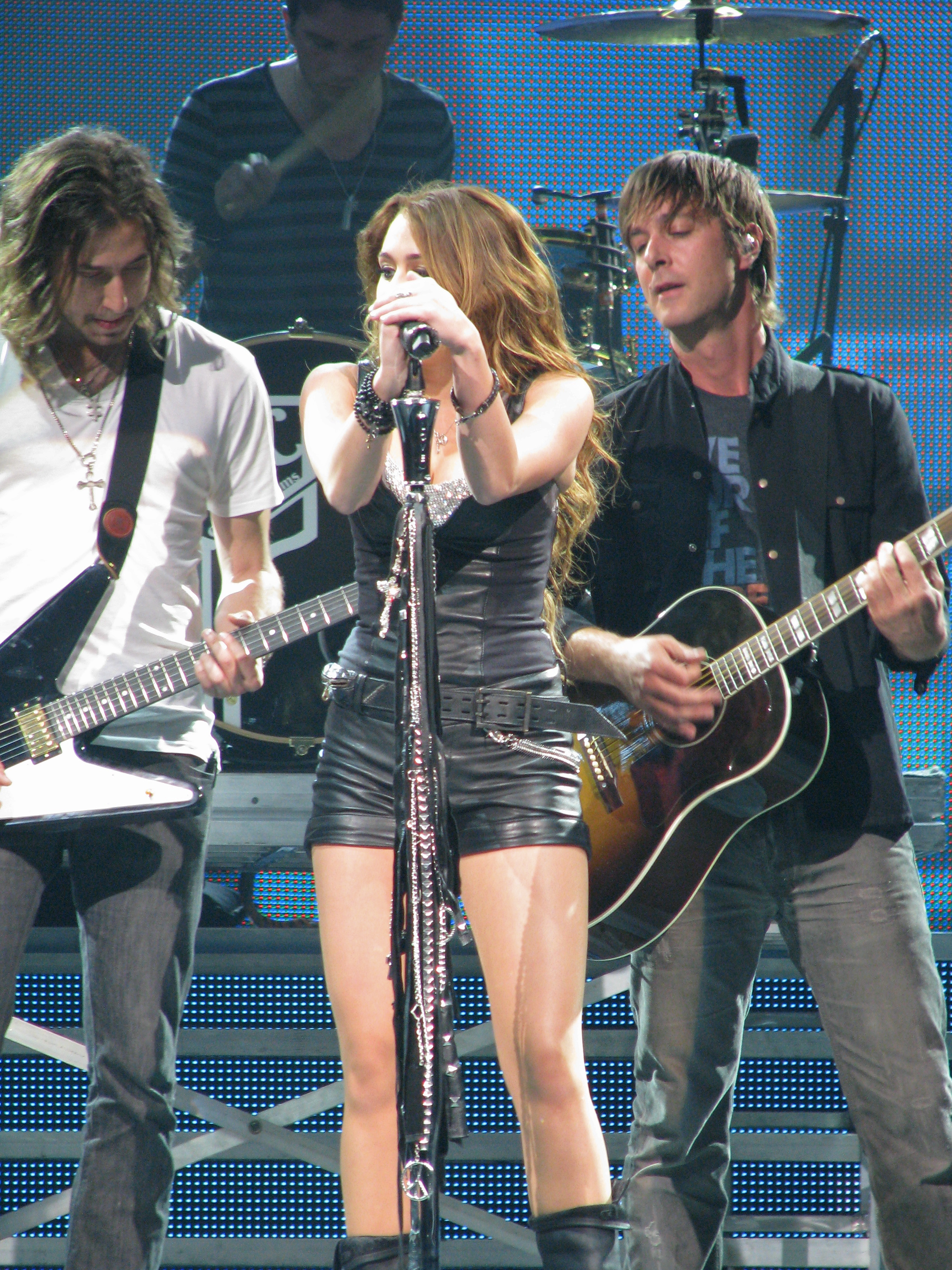
Miley podczas „7 Things”.

„Breakout” zostało napisane przez Teda Brunera ze współpracą z Giną Schock z The Go-Go’s. Był to pierwszy utwór nagrany przez amerykańską piosenkarkę Katy Perry, który miał trafić na jej drugi solowy album One of the Boys w 2008 roku. Piosenka nie trafiła w ostateczności na płytę Perry i została przekazana Miley, a Katy wystąpiła w nim w wokalu wspierający. Tak jak większość piosenek z Breakout Miley pisała „7 Things” podczas trasy Best of Both Worlds Tour, zastanawiając się nad jej uczuciami do byłego chłopaka. Twierdzi, że podczas wymawiania słowa „nienawidzę” w piosence pokazuje jak bardzo była wściekła w tamtym czasie. Początkowo „7 Things” było piosenką „lekką i miłą”, jednak podczas nagrywania Miley „wariowała” i dodała do niego nieco bardziej ostrzejsze brzmienie. Wokalistka nagrała cover Cyndi Lauper „Girls Just Want to Have Fun” z albumu She's So Unusual z 1983 roku. Miley zapragnęła stworzyć inna wersję piosenki, niż tę którą można usłyszeć w oryginale. O gotowym utworze Miley powiedziała: „Kiedy słuchasz utworu to jest jak, nie jesteś nawet pewien co to jest. To coś zupełnie nowego.”
„Full Circle” Miley napisała we współpracy z Scottem Cutlerem, Anne Preven o stosunkach wokalistki z Nickiem Jonasem z Jonas Brothers. „To jest dwóch ludzi. Oni zawsze będą wracać bez względu na to co będą mówili źli ludzie, którzy próbują zatrzymać ich osobno” – Miley o koncepcji utworu. „Fly on the Wall” wokalistka pisała z pomocą Armato, Jamesa i Devrima Karaoglu’a. Piosenka jest dla mediów, które „myślą, że wiedzą wszystko [o niej], nawet kiedy ich nie ma. Chcą być muchą na ścianie i oglądać [ją] 24/7.” Miley wyjaśniła, że próbowała uniknąć paparazzi, ale pojawili się. Cyrus, Armato, James i Aaron Dudley wspólnie napisali „Wake Up America” o ochronie środowiska. Piosenka została skierowana dla „ludzie na tylnym siedzeniu”, dzieci dzisiejszej generacji, powiedziała, że w przyszłości one „poprowadzą Ziemię do tego jaka będzie.” „Ona jest jedyną, którą dostałeś, więc musisz się nią opiekować. A jeśli Ty nie masz takiego zamiaru, Twoje prawo i Twoja generacja to Twoje dzieci i ich dzieci... Każde pokolenie ma cykl, że będzie prowadzić ją do wieczności” wywnioskowała Miley o ochronie Ziemi.
Piosenkarka nagrała cover artystki Cheyenne Kimball „Four Walls” z albumu The Day Has Come z 2006 roku o nowym tytule „These Four Walls”. Dwunastą i zarazem ostatnią piosenką z płyty jest remix hitu „See You Again” zremiksowany przez Rock Mafię. Piosenka pochodzi z drugiego dysku albumu Hannah Montana 2/Meet Miley Cyrus.

## Struktura muzyczna

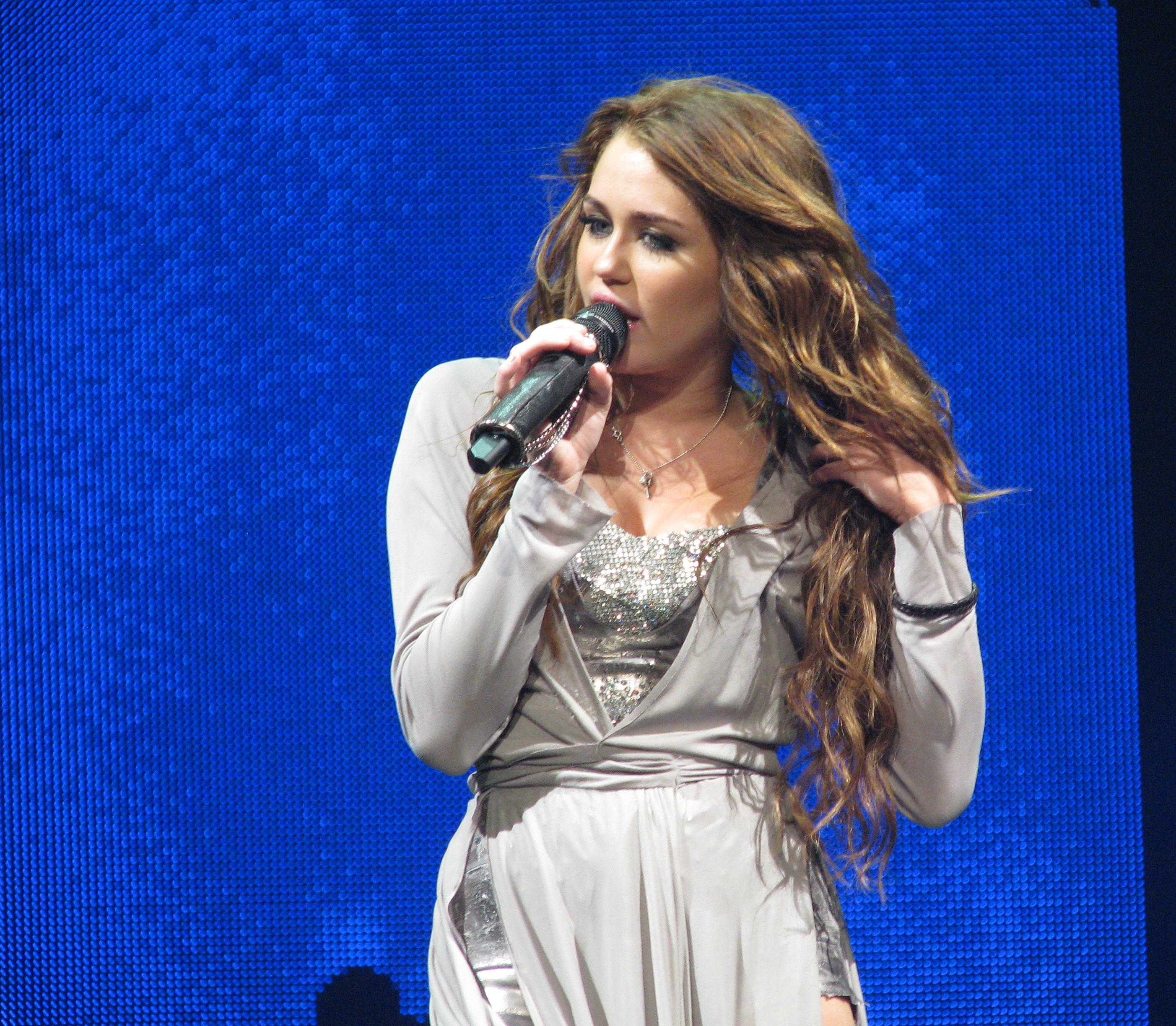
Artystka w „Bottom of the Ocean”.

Ogólnie Breakout dominuje w pop-rocku, ale zawiera też elementy z innych gatunków muzycznych. Utwór otwierający płytę „Breakout” to dance-popowa piosenka, zaczynająca się od szybkiego bicia bębnów z gitarą elektryczną a później przechodzi w odgłos klawiszy. „Beat ekstazy” słychać przez cały czas. Tekst opowiada o „dziewczynach skłonnych do zabawy”, o uczuciach związanych z pełnoletniością oraz o wolności od szkoły. Następny utwór z płyty to utrzymana w średnim tempie kompozycja łącząca pop punk „7 Things”. Piosenka opowiada o siedmiu rzeczach, które Miley nienawidzi w swoim byłym chłopaku. „The Driveway” to energiczna ballada, której tekst dotyczy rozpadu podkreślająca, że „nic nie boli tak jak się coś traci kiedy wiesz, że tego naprawdę nie ma.” Cover Cyndi Lauper „Girls Just Wanna Have Fun” zastępuje nurt reggae w wersji oryginalnej na rock przeplatany brzemieniem pop punku. Tekst opowiada o „pragnieniu uwolnienia jedynego przyjaciela”, przeciążonego pracą dziecięcej gwiazdy. „Full Circle” składa się z kilku pop-rockowych beatów, w jednym z nich Miley kończy wers słowami „oh, oh, oh”. Tekst piosenki opowiada o rozpadniętym związku.
„Fly on the Wall” jest electro-popową kompozycją, składającą się z brzmień gitar elektrycznych z krzykiem w tle. W przeciwieństwie do innych piosenek z Breakout Miley ma w tej przetworzony głos. „Bottom of the Ocean” to współczesna ballada, która odzwierciedla „złe uczucie”. W tle można usłyszeć odgłosy szumu oceanu. Piosenka „Wake Up America” dotyczy ochrony środowiska, w której Miley wzywa publiczność by dać Ziemi „po prostu trochę uwagi”. W pierwszej zwrotce przyznaje „nie wiem o co dokładniej chodzi z tym globalnym ociepleniem, ale uważam, że istnieje coś co powinniśmy wszyscy zrobić.” „These Four Walls” to energiczna ballada mocno akcentowana gatunkiem country z brzękliwym śpiewem, a tekst opowiada wewnętrznej relacji. „Simple Song” mówi o momencie osiągnięcia pełnoletniości, gdzie osoba „nie może nic powiedzieć, w jaki sposób znalazła się w górze, a w jaki w dole”, czuje ona potrzebę odizolowania siebie. W „Goodbye” wokal Miley jest bardziej „dorosły” połączony z „naturalnym brzmieniem akompaniamentu.” W tekście znajduje „proste rzeczy... do czasu gdy [płacz].” „See You Again” (Rock Mafia Remix) do dance-popowa kompozycja uzbrojona w silny wokal z przebłyskami techno. W piosence Miley mówi o poprzednich wydarzeniach i próbie zrehabilitowania się.

## Krytyka

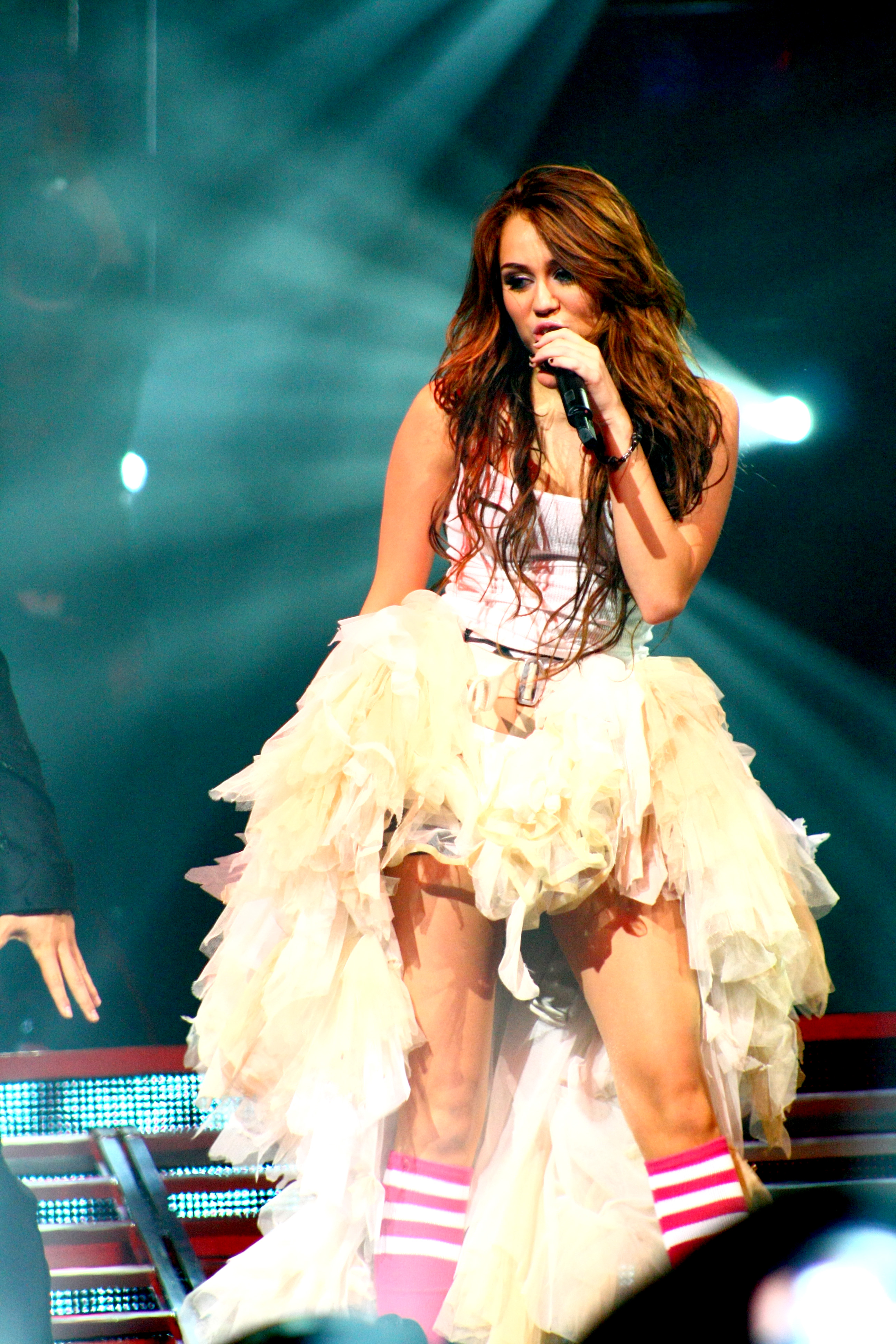
Cyrus we „Fly on the Wall” podczas swojej trasy

Album otrzymał w większości pozytywne recenzje, zdobywając ocenę 66/100 od Metacritic. Heather Phares z AllMusic skomentowała, że tytuł Breakout wyraża „miły cel”, chociaż muzyka wcale się nie różni drastycznie od Hannah Montany, dodając „jedynie kilka piosenek ucieka od Montany”. Podsumowała, że „nic nie jest dziełem przypadku” „nawet jeśli piosenki są podobne do divy pop [Avril Lavigne i Britney Spears], one dostarczają wskazówek co do Miley. I chociaż Breakout nie jest takim przełomem jakim mógłby być, to wciąż przesuwa Miley do swojej tożsamości, z dala od Montany.” Kerri Mason z Billboardu napisała „choć płyta jest nadal dla nieletnich, to dla dużych dzieci też” i pochwaliła Cyrus za bycie „urodzoną gwiazdą.” Sarah Rodman z The Boston Globe jest zadowolona, że „stara się podobać większości przez większość czasu.” Podsumowała „Z Breakout dokonała wyboru od zerwania z błyszczącego, szczęśliwego charakteru Hannah Montany, ale nie ma za wiele dźwięku, dzięki któremu fani uznają, że często to robi.” Chris William z Entertainment Weekly odznaczył płytę stopniem B zauważając, że w pierwszej połowie album jest „zabawny”, a w drugiej jest bardziej dojrzały, ze „zbyt ciężkimi balladami” tak jak Miley obiecała. Mikael Wood z Los Angeles Times napisał, że mało prawdopodobne jest to, że Breakout będzie w przyszłości pokazywane w wersji 3-D, redaktor był niezadowolony, jednak rzadko on pasjonuje zbyt młody wiek.”
Ben Ratliff z The New York Times uważa, że „próba uwolnienia się od Hannah Montany jest zbyt słaba, jednak dążyła do celu z determinacją i „zbyt szarymi myślami”. Kontynuował „Ona odpręża się na bardzo monotonnych piosenkach, o byciu kapitanem statku... Teksty są momentami straszne – zbyt realistyczne jak na myśli nastolatka – ale najlepsze z nich przekazują żądaną wiadomość... To jest nijaki album, z dwoma lub trzema mocnymi singlami.” Josh Timmermann z PopMatters wierzy, że Breakout jest „po prostu ok. teen popowym zapisem ze słyszalnymi aspiracjami pisarki- piosenkarki. Niewątpliwie to silniejszy zbiór piosenek niż mamusie i tatusiowie z zadartymi nosami... prawdopodobnie oczekujący.” Sal Cinquemani ze Slant Magazine ocenił album na dwa i pół gwiazdki na pięć, był rozczarowany i uznał piosenki na „nie godne kontynuacji” po „See You Again”. Podsumował „Dla teen-popu twoje dziecko mogło zrobić gorzej. Wiesz, jak Avril [Lavigne].” Mordechai Shinefield z The Village Voice pisała „jej teksty nie dogoniły jeszcze jej głosu, które mam nadzieję że dogonią. Ona ma rzadki talent; tylko czekać aż dorośnie.” Ash Dosanjh z Yahoo! Music dał siedem gwiazdek na dziesięć, mówiąc o albumie Cyrus jako o idealnym amerykańskim śnie, „połączenie ciężkiej pracy, dobrego życia chrześcijańskiego i nie-nudnego popu.”

## Sukces komercyjny

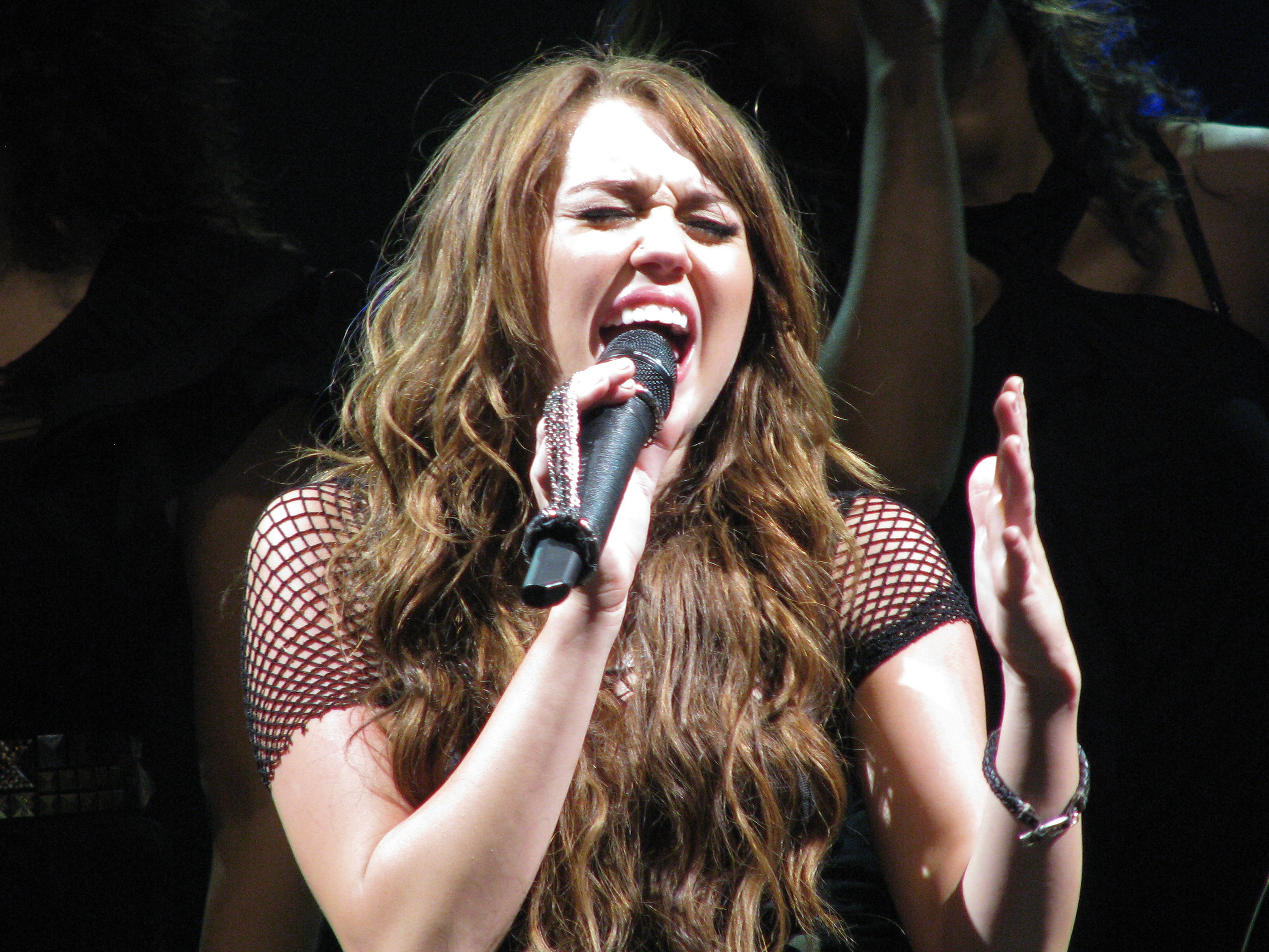
„These Four Walls”.

Album osiągnął 1. na Billboard 200, stając się trzecim albumem Cyrus, łącznie z Hannah Montaną, który zadebiutował na szczycie w Ameryce. Sprzedał się w 371.000 egzemplarzy, stając się czwartym albumem o największej sprzedaży w 2008 roku. W następnym tygodniu spadł na drugą pozycją, ze sprzedażą 163.000 kopii. Breakout w sumie spędził czterdzieści osiem tygodni na Billboard 200. Zdobył platynę, dzięki milionowej sprzedaży przez RIAA. Zgodnie z Nielsen SoundScan płyta sprzedała się w nakładzie 1.500.000 od momentu wydania. Dzięki sprzedaży 27.000 kopii album osiągnął pozycję pierwszą w Kanadzie na dwa tygodnie 8 sierpnia 2008 roku.
W tygodniu kończącym się 14 września 2008 roku album znalazł się na pozycji drugiej w Australii, w następnym tygodniu wspiął się o oczko w górę, gdzie pozostał przez tydzień. Album uzyskał status złotej płyty przez Australia Recording Industry Association (ARIA), ze sprzedażą 35.000 kopii. 8 września 2008 roku album zadebiutował na pozycji czwartej w Nowej Zelandii, a 13 października 2008 roku osiągnął miejsce drugie przez dwa tygodnie. Album zdobył certyfikaty platyny przez RIANZ, dzięki 15.000 kupionych płyt. W Japonii Breakout uplasował się na pozycji dziesiątej.
13 września 2008 roku płyta osiągnęła pozycję dziesiątą na UK Album Chart, stając się pierwszym i jedynym albumem w pierwszej dziesiątce w tym kraju. Ponadto zdobyła platynę przez British Phonographic Industry (BPI) ze sprzedażą 300.000 kopii. W Irlandii płyta znalazła się na pozycji jedenastym, osiągnęła platynę przez Irish Recorded Music Association IRMA, dzięki sprzedaży 15.000 egzemplarzy. W Europie album osiągnął pozycję dwudziestą ósmą na European Top 100 Albums, w Austrii na Ö3 Austria Top 40 miejsce dwunaste, we Włoszech szóstą na Federazione Industria Musicale Italiana, a w Niemczech szesnastą na Media Control Charts. W Hiszpanii 21 września 2008 roku Breakout zadebiutował na dwudziestej szóstej pozycji na Productores de Música de España, a po dwudziestu sześciu tygodniach znalazł się na pozycji siódmej. Album osiągnął status złotej płyty na Productores de Música de España (PROMUSICAE), ze sprzedażą 30.000 kopii. Płyta zadebiutowała także w pierwszej dziewiątce we Finlandii, Norwegii i Polsce.

## Single

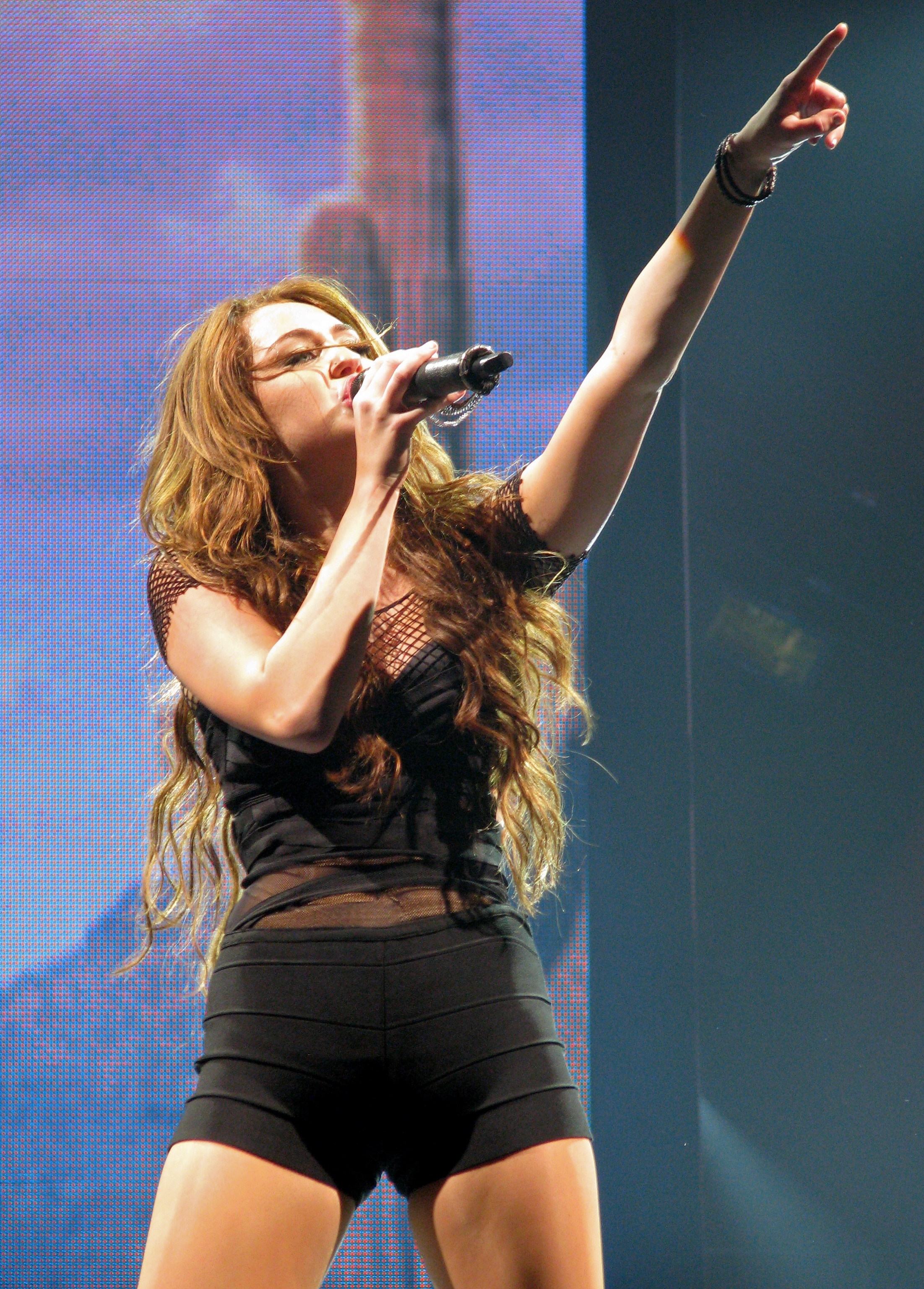
Piosenkarka wykonująca „Wake Up America”.

„7 Things” został wydany jako pierwszy singiel z Breakout 17 czerwca 2008 roku poprzez dystrybucję cyfrową. Po wydaniu piosenki media zarzuciły, że piosenka jest o Nicku Jonasie, Miley ani nie potwierdziła, ani nie zaprzeczyła tym informacjom. Utwór otrzymał mieszane recenzje, niektórzy porównywali go do piosenek Avril Lavigne. „7 Things” cieszył się sławą na całym świecie, zdobywając miejsce w pierwszej dziesiątce w Australii, Japonii, Norwegii i Stanach Zjednoczonych. Singiel pokrył się złotem przez ARIA. Do piosenki nagrano teledysk, wyreżyserowany przez Bretta Ratnera, w którym Miley śpiewa wraz z zespołem oraz nastolatkami.
„See You Again” (Rock Mafia Remix) został wydany 21 sierpnia 2008 roku jako drugi singiel z Breakout, tylko w krajach, w których pierwotnej wersji nie wydano. Remix został dobrze przyjęty przez krytyków, dzięki prawidłowemu złączeniu śpiewu i muzyki. Piosenka rozszerzyła sukces pierwszej wersji „See You Again”, znajdując się na listach przebojów w Austrii, Belgii (region Flandrii), Niemczech, Irlandii i Wielkiej Brytanii. „See You Again” (Rock Mafia Remix) otrzymał promocyjny teledysk, pochodzący z występu podczas Disney Channel Games w 2008 roku.
„Fly on the Wall” został wydany jako trzeci i ostatni singiel z albumu 16 lutego 2009 roku. Piosenka otrzymała dobre recenzję za przeciwstawienie się teen popowowi, który dominuje na Breakout oraz została okrzyknięta najlepszym utworem z płyty. Kompozycja jednak nie powieliła sukcesu „7 Things” zdobywając szesnaste miejsce na UK Singles Chart. Klip zainspirowany Thrillerem Michaela Jacksona wyreżyserował Philip Andelman. Wideo przedstawia Miley próbującą uciec z podziemnego garażu przez paparazzi.

## Promocja

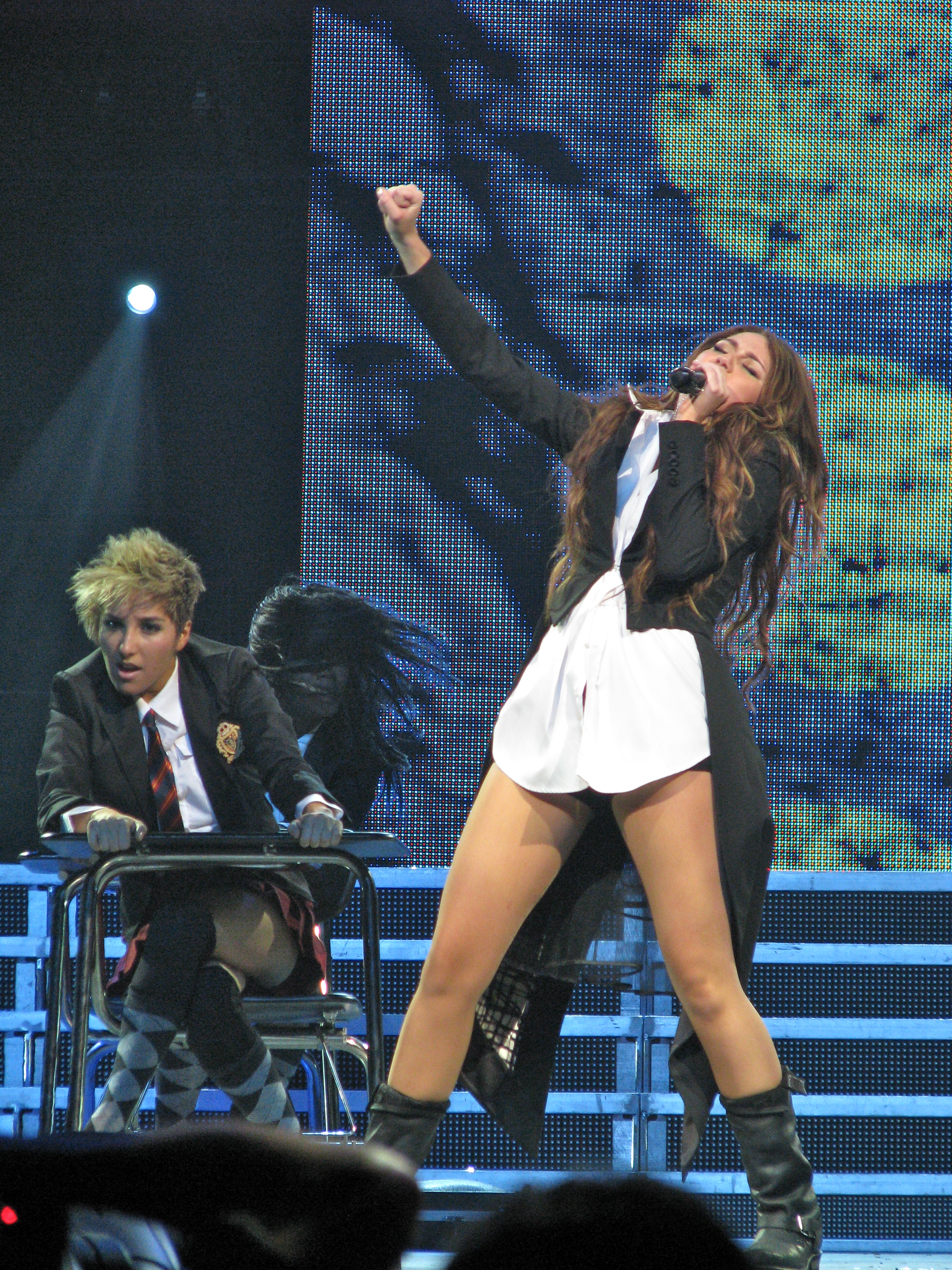
„Simple Song”.

Miley po raz pierwszy wykonała piosenki z albumu: „Breakout”, „Fly on the Wall” oraz „See You Again” (Rock Mafia Remix) na ceremonii otwarcia Igrzysk Disney Channel 4 maja 2008 roku. Singiel „7 Things” zaśpiewała pierwszy raz 17 maja 2008 roku na Zootopii. Latem tego samego roku promowała album na Good Morning America, The Today Show, rozdaniu Teen Choice Awards i na FNMTV. Cyrus rozpoczęła promocję w Europie na kanale GMTV w Wielkiej Brytanii, we francuskim serialu Le Grand Journal, i na brytyjskiej edycji The X Factor. Piosenkarka wykonała kilka utworów 24 kwietnia 2009 roku w londyńskim Apple Store. Spektakl ten o tytule iTunes Live from London został zarejestrowany i sprzedawany jako live EP przez iTunes Store.
Miley rozpoczęła swoją drugą trasę koncertową Wonder World Tour w celu promowania Breakout i The Time of Our Lives. Tournée zostało ogłoszone w czerwcu 2009 roku wraz z pojawieniem się amerykańskich miejsc koncertów. Trasa jest pierwszą nie powiązaną w żaden sposób z serialową postacią Hannah Montaną. Brytyjskie daty zostały ogłoszone później. W celu uniknięcie zbyt dużych komplikacji ze sprzedawaniem biletów, tak jak to było w trasie Best of Both Worlds Tour bilety były sprzedawane w wersji elektronicznej. Wonder World Tour trwało od września do grudnia 2009 roku.

## Lista utworów

### Standard
| Nr. | Tytuł piosenki                     | Twórcy tekstu                           | Czas |
| --- | ---------------------------------- | --------------------------------------- | ---- |
| 1.  | „Breakout”                         | Ted Bruner, Trey Vittetoe, Gina Schock  | 3:26 |
| 2.  | „7 Things”                         | Miley Cyrus, Antonina Armato, Tim James | 3:33 |
| 3.  | „The Driveway”                     | Cyrus, Scott Cutler, Anne Preven        | 3:43 |
| 4.  | „Girls Just Wanna Have Fun”        | Robert Hazard                           | 3:06 |
| 5.  | „Full Circle”                      | Cyrus, Cutler, Preven                   | 3:14 |
| 6.  | „Fly on the Wall”                  | Cyrus, Armato, James, Devrim Karaoglu   | 2:31 |
| 7.  | „Bottom of the Ocean”              | Cyrus, Armato, James                    | 3:15 |
| 8.  | „Wake Up America”                  | Cyrus, Armato, James, Aaron Dudley      | 2:46 |
| 9.  | „These Four Walls”                 | Cutler, Preven, Cheyenne Kimball        | 3:28 |
| 10. | „Simple Song”                      | Jeffrey Steele, Jesse Littleton         | 3:32 |
| 11. | „Goodbye”                          | Cyrus, Armato, James                    | 3:50 |
| 12. | „See You Again” (Rock Mafia Remix) | Cyrus, Armato, James                    | 3:16 |

### Edycja Japońska CD
| Nr. | Tytuł piosenki (Remix)          | Twórcy tekstu        | Czas |
| --- | ------------------------------- | -------------------- | ---- |
| 13. | „7 Things” (Eric Kupper Remix)  | Cyrus, Armato, James | 5:47 |
| 14. | „7 Things” (Daishi Dance Remix) | Cyrus, Armato, James | 4:29 |

### Edycja Japońska DVD
| Nr. | Tytuł piosenki (miejsce wykonania jej na żywo)      | Czas |
| --- | --------------------------------------------------- | ---- |
| 1.  | „7 Things” Music Video                              | 3:40 |
| 2.  | „See You Again” (Live at 2008 Disney Channel Games) | 3:25 |
| 3.  | „Miley, Music & More”                               | 3:01 |

### Edycja Deluxe i Platinum
| Nr. | Tytuł piosenki (gościnny udział) | Twórcy tekstu                  | Czas |
| --- | -------------------------------- | ------------------------------ | ---- |
| 13. | „Hovering” (feat. Trace Cyrus)   | Armato, James                  | 2:29 |
| 14. | „Someday”                        | Cyrus, Armato, James, Karaoglu | 3:03 |

### Edycja Platinum DVD
| Nr. | Tytuł piosenki (miejsce wykonania jej na żywo)        | Czas |
| --- | ----------------------------------------------------- | ---- |
| 1.  | „7 Things” Music Video                                | 3:40 |
| 2.  | „Making of '7 Things'”                                | 2:32 |
| 3.  | „7 Things” (Live at Clear Channel Stripped)           | 3:33 |
| 4.  | „The Driveway” (Live at Clear Channel Stripped)       | 3:48 |
| 5.  | „Simple Song” (Live at Clear Channel Stripped)        | 3:48 |
| 6.  | „See You Again” (Live at Clear Channel Stripped)      | 3:30 |
| 7.  | „Breakout” (Live at 2008 Disney Channel Games)        | 3:14 |
| 8.  | „Fly on the Wall” (Live at 2008 Disney Channel Games) | 2:42 |
| 9.  | „See You Again” (Live at 2008 Disney Channel Games)   | 3:25 |
| 10. | „Miley, Music & More”                                 | 3:01 |

## Notowania, sprzedaż, certyfikacje
| Lista (2008)            | Najwyższa pozycja |
| ----------------------- | ----------------- |
| CAPIF                   | 19                |
| ARIA                    | 1                 |
| Ö3 Austria Top 40       | 12                |
| Ultratop 50 (Flandria)  | 21                |
| Ultratop 50 (Walonia)   | 17                |
| Top 200                 | 1                 |
| IFBI                    | 32                |
| Tracklisten             | 27                |
| European Top 100 Albums | 28                |
| Yleisradio              | 17                |
| SNEP                    | 30                |
| Media Control Charts    | 16                |
| Mahasz                  | 7                 |
| IRMA                    | 11                |
| F.I.M.I                 | 6                 |
| Oricon                  | 10                |
| AMPROFON                | 23                |
| RIANZ                   | 2                 |
| VG-lista                | 15                |
| OLiS                    | 15                |
| PROMUSICAE              | 7                 |
| Schweizer Hitparade     | 25                |
| UK Albums Chart         | 10                |
| U.S. Billboard 200      | 1                 |

| Lista (2008)       | Pozycja |
| ------------------ | ------- |
| ARIA               | 19      |
| RIANZ              | 14      |
| PROMUSICAE         | 50      |
| UK Albums Chart    | 91      |
| U.S. Billboard 200 | 32      |

| Państwo           | Status          |
| ----------------- | --------------- |
| Australia         | Złota płyta     |
| Austria           | Złota płyta     |
| Niemcy            | Złota płyta     |
| Irlandia          | Platynowa płyta |
| Nowa Zelandia     | Platynowa płyta |
| Hiszpania         | Złota płyta     |
| Polska            | Złota płyta     |
| Wielka Brytania   | Platynowa płyta |
| Stany Zjednoczone | Platynowa płyta |

## Personel
| - Pete Anderson – inżynier dźwięku - Antonina Armato – producent muzyczny - Tommy Barbarella – instrument klawiszowy - Michael Bland – perkusja - Paul Bushnell – gitara basowa - Scott Campbell – inżynier dźwięku - Ken Chastain – perkusja - Dorian Crozier – perkusja - Scott Cutler – producent muzyczny - Miley Cyrus – frontman, wokal wspierający - Aaron Dudley – gitara - Mark Endert – miksowanie - John Fields – wokal, gitara basowa, inżynier dźwięku, gitara, instrument klawiszowy, producent muzyczny, programowanie - Josh Freese – perkusja - Steve Hammons – programowanie perkusji, inżynier dźwięku, miksowanie - James Harrah – gitara - Sean Hurley – gitara basowa - Tim James – producent muzyczny - Parker Jayne – perkusja - Enny Joo – kierunek sztuki, design - Devrim Karaoglu – programowanie perkusji, róg, klawisze, wykonawca, producent muzyczny, aranżacje smyczków - Abe Laboriel Jr – perkusja - David Levita – gitara - Jon Lind – A&R, wokal | - Chris Lord-Alge – miksowanie - Stephen Lu – instrument klawiszowy, aranżacje smyczków - Nigel Lundemo – cyfrowy montaż, inżynier - Gavin MacKillop – inżynier - Jason Morey – producent wykonawczy - Jamie Muhoberac – fortepian - Sheryl Nields – fotografia - Clif Norrell – miksowanie - William Owsley III – wokal, gitara, mandolina - Paul Palmer – miksowanie - Christi Parker – A&R - Katy Perry – wokal - Tim Pierce – gitara - Anne Preven – wokal, producent muzyczny - Zac Rae – instrument klawiszowy - Gina Schock – wokal - David Snow – dyrektor kreatywny - Ryan Star – wokal - Heather Sturm – inżynier - Robert Vosgien – mastering - Windy Wagner – wokal - Cindy Warden – A&R - Matthew Wilder – inżynier muzyki, instrument klawiszowy, miksowanie, producent, programowanie - Terry Wood – wokal - Gigi Worth – wokal |